# 루스 B
루스 B.(Ruth B., 1995년 7월 2일 ~ )는 캐나다의 싱어송라이터이다. 대표적으로 알려져 오는 유명곡에는 "Lost Boy"가 있다.